# Pararge postleucocinia
Pararge postleucocinia är en fjärilsart som beskrevs av Ruggero Verity 1927. Pararge postleucocinia ingår i släktet Pararge och familjen praktfjärilar. Inga underarter finns listade i Catalogue of Life.